# Innocenci II
Innocenci II, de nom seglar Gregorio Papareschi, (Roma, ? - 24 de setembre de 1143) va ser Papa de Roma del 1130 al 1143.
El 1116 va ser nomenat cardenal diaca de Sant'Angelo pel papa Pasqual II. Ocupant aquest càrrec va acompanyar al seu successor, Gelasi II, en el seu exili a França i durant el pontificat de Calixt II actuaria com a llegat en les negociacions que culminarien en la firma del Concordat de Worms.
El 1130, mentre el papa Honori II s'estava morint, els cardenals van decidir confiar l'elecció del nou papa a una comissió de vuit delegats liderats pel canceller Haimeric, que ràpidament va escollir a Gregorio Papareschi per accedir a la dignitat papal com a Innocenci II. Va ser consagrat el 14 de febrer, l'endemà de la mort d'Honori.
Un grup de cardenals, recolzats per la família Pierleoni, va declarar que Innocenci no s'havia escollit canònicament i va elegir un altre papa, Pietro Pierleoni, que prengué el nom d'Anaclet II. L'antipapa Anaclet, recolzat pel monarca normand de Sicília Roger II i per la majoria del poble romà, és coronat pontífex a la Basílica de Sant Pere mentre que Innocenci II, sense ni tan sols el suport dels Frangipiani, va veure's obligat a fugir de Roma i refugiar-se a França.

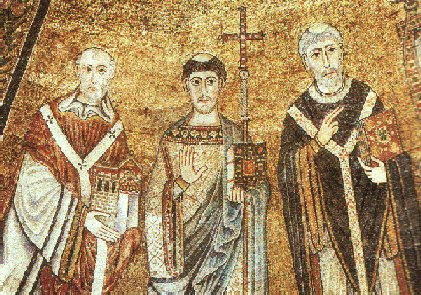
Detall d'un mosaic de l'església de Santa Maria in Trastevere a Roma. El papa es troba a l'esquerra, al costat de Sant Llorenç i Sant Calixt.

Des de l'exili, Innocenci va començar a consolidar la seva posició aconseguint, el primer lloc, el suport del rei francès Lluís VI gràcies a la influència que sobre aquest tenien Bernat de Claravall i l'abat Suger de Saint-Denis. Es van celebrar tres concilis, a Estampes, Cluny i Clermont en què Innocenci va aconseguir que els bisbes reunits li juressin lleialtat. Va aconseguir el suport del rei alemany Lotari II en un sínode celebrat a Würz, el del rei anglès Enric I i el de Castella, Alfons VII en un sínode celebrat a Reims. Amb aquests poderosos aliats Innocenci va poder tornar a Roma en 1133 on va coronar emperador a Lotari en la Basílica de Sant Joan del Laterà, ja que la Basílica de Sant Pere es trobava encara a les mans de partidaris de l'antipapa Anaclet. Després de la coronació Lotari va tornar a Alemanya, obligant a Innocenci a abandonar Roma un altre cop als partidaris d'Anaclet. Va establir la cort papal a Pisa, on va celebrar un sínode en el que va excomunicar el seu rival i on romandria fins i tot quan Lotari va tornar a Itàlia el 1137 i el va conduir novament a Roma, que seguia dominada per l'antipapa amb el suport normand. L'emperador es va dirigir contra els normands, però va morir durant la campanya militar provocant-ne una incòmoda situació a Roma on tornaven a conviure dos papes. El conflicte es va solucionar el 1138 quan va morir Anaclet II, que encara que va ser succeït per un altre antipapa, Víctor IV, que renunciaria dos mesos després. El cisma havia finalitzat, i per ratificar-lo, Innocenci II va convocar en 1139 el Segon Concili del Laterà, que amb la participació de més de mil assistents va declarar nuls els decrets d'Anaclet II i va deposar els bisbes ordenats per ell. El sínode es va tancar amb l'excomunió de Roger II per haver donat suport a l'antipapa Víctor IV i l'estiu de 1139 Innocenci va envair el regne amb un gran exèrcit però el 22 de juliol de 1139 el papa va caure en una emboscada i fou capturat, i es va veure obligat a acceptar a Roger II com a Rex Siciliae tres dies després pel tractat de Mignano.
L'última etapa del seu pontificat es va veure immersa en la sublevació del Senat romà que, instigat per Arnaldo de Brescia, promovia la república comunal lliure de l'autoritat papal, i que fuetejaria Itàlia durant les següents dècades.
Innocenci va morir el 24 de setembre de 1143.